# Regno di Prussia
Il Regno di Prussia (in tedesco Königreich Preußen, in polacco Królestwo Prus) è stato un regno tedesco esistito dal 1701 al 1918. Si impose in Europa come il principale degli stati tedeschi pre-unitari nel corso del XVIII secolo, in particolare sotto il regno di Federico Guglielmo I e di suo figlio, il sovrano illuminato Federico II detto "Federico il Grande", che ne riorganizzarono l'esercito facendo del Regno di Prussia una formidabile potenza militare. Fu proprio grazie a questa forza e a questo prestigio che il Regno di Prussia fu promotore dell'unificazione della Germania nel 1871, in seguito alla quale divenne parte integrante dell'Impero tedesco (1871-1918), costituendone circa i due terzi. Fu dissolto nel 1918 con la caduta dell'Impero tedesco dopo la sua sconfitta nella prima guerra mondiale. 
Il Regno di Prussia era una monarchia retta dalla dinastia degli Hohenzollern, in seguito anche imperatori di Germania, e la sua capitale era Berlino.

## Storia

### La nascita del regno
Sin dal 1618 l'Elettorato di Brandeburgo ed il Ducato di Prussia erano governati in unione personale dalla famiglia degli Hohenzollern ("Brandeburgo-Prussia"). Con la pace di Vestfalia (1648), l'elettore Federico Guglielmo Hohenzollern viene riconosciuto dall'imperatore come principe di Prussia (Princeps ex Prussia). Nel corso della prima guerra del nord, il trattato di Labiau ed il trattato di Wehlau garantirono agli Hohenzollern la sovranità sul ducato prussiano (1656). Nel 1660 è sciolto ogni vincolo feudale che la Prussia aveva con i re polacchi, acquistando successivamente le terre poste sulla riva sinistra dell'Oder ed il pedaggio fluviale a Kolberg. Nel 1691 acquista la signoria di Tauroggen, exclave in Lituania, grazie al matrimonio tra il margravio Ludovico e la principessa Ludovica Carolina Radzwill. In cambio dell'alleanza contro la Francia nella guerra di successione spagnola, all'elettore Federico III fu riconosciuto il titolo di "Re in Prussia" col nome di Federico I nel 1701. Giuridicamente, all'interno del Sacro Romano Impero non potevano esistere altri regni all'infuori di quello di Boemia che apparteneva all'Imperatore. Ad ogni modo Federico accettò che la Prussia fosse sottoposta al rapporto feudale con l'imperatore del Sacro Romano Impero pur mantenendone la piena sovranità de facto. Il titolo di "Re in Prussia" (Rex in Prussia) venne adottato per definire i monarchi prussiani in quanto la Prussia continuava appunto ad essere parte dell'Impero. Il titolo non venne mutato in quello di "Re di Prussia" (Rex Prussiae) che nel 1772.

### 1701-1740: i primi anni del regno
Il nuovo Regno di Prussia era fortemente impoverito ed i suoi territori non si erano ancora ripresi dalle devastazioni della guerra dei trent'anni: dalle terre dell'ex Ducato di Prussia sino alle coste del Mar Baltico, attraverso le terre degli Hohenzollern e di quelle elettorali del Margraviato di Brandeburgo, oltre alle exclavi di Cleves, Mark e Ravensberg nella Renania, si estendevano i possedimenti prussiani. Nel 1708 circa un terzo della popolazione del Ducato di Prussia fu vittima della peste bubbonica. La peste raggiunse Prenzlau nell'agosto del 1710, ma si spense prima che potesse raggiungere la capitale Berlino a circa 80 chilometri di distanza.
La sconfitta della Svezia ad opera di Russia, Sassonia, Polonia, Danimarca, Hannover e Prussia nella grande guerra del nord (1700-1721) segnò la fine dell'Impero svedese sulle rive del Mar Baltico. Nel corso dell'assedio di Stralsund e durante il trattato di Stoccolma tra Prussia e Svezia, i prussiani ottennero anche la Pomerania svedese e Stettino. Già nel 1529 gli Hohenzollern del Brandeburgo si erano assicurati il possedimento eventuale della Pomerania attraverso il trattato di Grimnitz dopo una serie di conflitti e l'acquisizione della parte orientale dopo la pace di Vestfalia.
Durante questo periodo si svilupparono apertamente gli Junker, ovvero l'aristocrazia terriera che avrebbe poi costituito il corpo dirigente dell'esercito prussiano, incoraggiati dal re Federico Guglielmo I che fece del suo Stato una grande potenza militare. Il regno fu inoltre il primo Stato dell'età moderna ad adottare il servizio militare obbligatorio, dall'inizio del XVIII secolo.

Il Regno di Prussia nel 1714

### 1740-1760: Le guerre di Slesia
Nel 1740 re Federico II il Grande ascese al trono paterno. Col pretesto di un trattato del 1537 col quale l'imperatore Ferdinando I avrebbe garantito che parte della Slesia sarebbe passata al Margraviato di Brandeburgo all'estinzione della dinastia dei Piast, Federico invase la Slesia dando inizio alla guerra di successione austriaca. Dopo aver rapidamente occupato la Slesia, Federico si offrì di proteggere l'allora arciduchessa Maria Teresa d'Austria nella sua guerra di successione al trono imperiale purché la Slesia fosse rimasta sotto il controllo dei prussiani. L'offerta venne rifiutata e l'Austria dovette quindi affrontare la Prussia ed altri stati coalizzati con lei sulla base del trattato di Berlino stipulato nel 1742.
Nel 1744 Federico invase nuovamente la Slesia questa volta col pretesto di reclamare per sé la provincia di Boemia, ma il suo progetto fallì per l'intervento della Gran Bretagna e della Francia che portarono a una serie di trattati e compromessi che culminarono nel 1748 nel Trattato di Aquisgrana che restaurava la pace lasciando alla Prussia gran parte della Slesia.
Umiliata dalla cessione della Slesia, l'Austria lavorò per assicurarsi un'alleanza con Francia e Russia per combattere la Prussia mentre Federico II dal canto suo guardò con interesse alla Gran Bretagna. Quando Federico II tempestivamente invase la Sassonia e la Boemia nel corso di alcuni mesi del 1756, egli diede inizio alla guerra dei sette anni.
I continui combattimenti erano utili a Federico per ribadire anche la potenza e l'imponenza del suo esercito nonché la sua temuta abilità militare. Scontrandosi con Austria, Russia, Francia e Svezia contemporaneamente e con la sola alleanza dell'Hannover (territorio continentale britannico), Federico riuscì ad evitare un'invasione dei suoi nemici in Prussia nel 1760, consentendo però ai russi di occupare per breve tempo Berlino e Königsberg. La situazione sembrava disperata sino alla morte della zarina Elisabetta di Russia e l'ascesa del nipote Pietro III, grande estimatore della Prussia che evitò di proseguire il conflitto.
Forte della sconfitta dell'armata austriaca nella battaglia di Burkersdorf e delle vittorie inglesi sulle colonie americane francesi, la Prussia si confermò in breve tempo come il più importante stato dell'area germanica e come una grande potenza per la progressiva espansione, divenendo il più temibile antagonista dell'Austria.
L'abilità di Federico II fece del suo territorio frazionato anziché una debolezza una forza, permettendo al suo potente esercito di essere presente in quasi tutte le province settentrionali dell'impero. Infatti gli stati prussiani erano composti oltre che dal regno di Prussia propriamente detto, anche dalle terre e dipendenze dell'Elettorato del Brandeburgo, costituito da:
- le terre elettorali

Il Regno di Prussia nel 1789, alla vigilia della Rivoluzione francese

  - Il Regno di Prussia nel 1789, alla vigilia della Rivoluzione franceseMarca elettorale Berlino, Mittelmark, Altmark, Preignitz, Ukermark, le signorie di Beeskau, Storkau e Bernsdorf;
  - Neumark con Küstrin, Züllichau e Cottbus;
  - ducato della Pomerania citeriore Stettino, Usedom, Wollin;
  - ducato di Magdeburgo e principato di Halle con le signorie di Zinna, Loburg e Jutterbock;
  - principato di Halberstadt e le signorie di Lora e Klettenberg;
  - principato di Cammin;
- ducato di Slesia
- principato di Minden e la contea di Ravensberg;
- principati di Kleve e di Mörs;
- principato della Ost-Frisia;
- ducato di Krefeld;
- alto quartiere del ducato di Gheldria;
- le contee di Lingen, di Tecklenburg;
- le città di Lippstadt, Hagen, Bochum;
- principato di Neuchâtel in Svizzera.

### 1772, 1793, e 1795: Ripartizione della confederazione polacco-lituana
Con l'indebolimento progressivo nel XVIII secolo della forza della Confederazione polacco-lituana con cui la Prussia confinava, si fece maggiore il rischio dell'invasione della Russia in quelle terre al fine di espandere l'influenza dello zar in Europa. Il re di Prussia fu pertanto uno dei promotori della divisione della Polonia tra Russia, Prussia e Austria nel 1772 inseguendo il tema del bilanciamento delle forze. Il Regno di Prussia riuscì ad annettere parte della Prussia Reale, inclusa la regione della Warmia e le terre annesse andarono difatti a fondare la provincia della Prussia Occidentale (assieme al Ducato di Prussia).
Alla morte di Federico II nel 1786, suo nipote Federico Guglielmo II continuò la ripartizione ottenendo gran parte della Polonia occidentale nel 1793. Le parti conquistate vennero identificate in tre nuove province: Nuova Slesia, Prussia meridionale e Nuova Prussia Orientale.

Il Regno di Prussia nel 1815

### 1801-1815: Le guerre napoleoniche
La pace di Basilea (1795) pose fine alle guerre della prima coalizione antifrancese. All'interno dei concordati la Repubblica francese e la Prussia stipularono un concordato col quale quest'ultima si sarebbe impegnata per mantenere la neutralità del Sacro Romano Impero ed avrebbe frenato l'influenza inglese sulla Germania attraverso i domini continentali di Hannover e Brema-Verden.
Nel corso delle guerre della seconda coalizione antifrancese (1799-1802) Napoleone Bonaparte chiese alla Prussia di occupare i domini britannici in Germania. Nel 1801, 24.000 soldati prussiani invasero di sorpresa l'Hannover che si arrese senza combattimenti. Nell'aprile del 1801 le truppe prussiane invasero anche la città di Stade, capitale del principato di Brema-Verden e vi rimasero sino all'ottobre di quello stesso anno. Il Regno Unito dapprima ignorò l'ostilità della Prussia ma quando anche Danimarca e Russia si allearono alla Francia, l'Inghilterra iniziò a catturare i vascelli prussiani presso le proprie coste. Dopo la battaglia di Copenaghen la coalizione cadde e la Prussia venne costretta a ritirare le proprie truppe.
Su istigazione di Napoleone, nel 1806 la Prussia riprese possesso dei territori di Hannover e Brema-Verden. In seguito alle vittorie napoleoniche sull'Austria, il 6 agosto 1806 il Sacro Romano Impero venne sciolto. Il titolo di Kurfürst (principe elettore) del Brandeburgo divenne ormai senza senso e venne abbandonato.
Quando la Prussia decise di porsi contro l'Impero francese, venne sconfitta nella battaglia di Jena (14 ottobre 1806) e re Federico Guglielmo III venne costretto temporaneamente a cercare esilio a Memel. Dopo il trattato di Tilsit del 1807, la Prussia perse più di metà del proprio territorio tra cui molte delle terre polacche (incluse nel Ducato di Varsavia). La Francia riprese l'Hannover e Brema-Verden, oltre al fatto che la Prussia venne invasa dalle truppe francesi che costrinsero lo Stato prussiano al loro mantenimento e obbligarono il re a siglare un'alleanza con la Francia.
Dopo la sconfitta di Napoleone in Russia, la Prussia abbandonò l'alleanza e prese parte alla sesta coalizione antifrancese. Le truppe prussiane, guidate dal maresciallo Gebhard Leberecht von Blücher contribuirono in maniera decisiva alla vittoria della battaglia di Waterloo del 1815 che sconfisse definitivamente Napoleone.

### 1815: dopo Napoleone

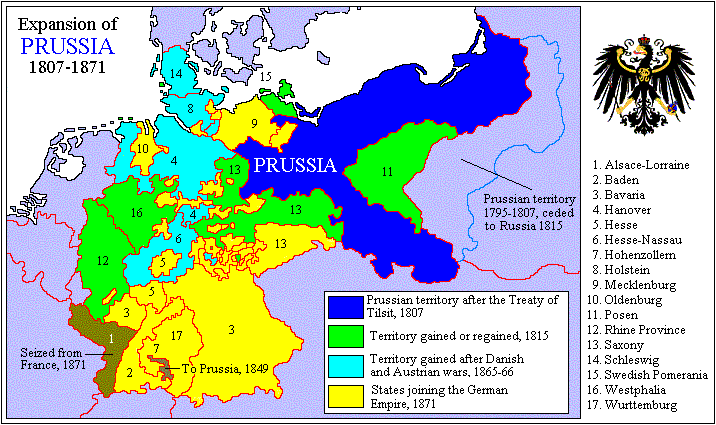
Espansione della Prussia 1807-1871

La ricompensa per la Prussia dei danni subiti durante il periodo napoleonico gli pervenne dal Congresso di Vienna, dove la Prussia ottenne la restituzione di tutti i territori polacchi ottenuti nel 1772, con l'aggiunta della Posnania (Posen e aree limitrofe), e del 40% del Regno di Sassonia oltre ad alcune terre dell'area del Reno. Queste nuove acquisizioni portarono il regno ad essere organizzato in 10 province. Gran parte del regno divenne parte della Confederazione germanica, una confederazione composta da 39 Stati sovrani che si proponeva di rimpiazzare l'antico Sacro Romano Impero.
Federico Guglielmo III apportò alla Prussia molte riforme amministrative tra le quali l'istituzione di ministeri che per quasi un secolo ressero le sorti del regno.
Come conseguenza delle rivoluzioni del 1848, i principati di Hohenzollern-Sigmaringen e Hohenzollern-Hechingen (governati dalla linea cattolica degli Hohenzollern) vennero annessi al Regno di Prussia nel 1850 e poi uniti a formare la provincia di Hohenzollern.

### 1848-1871: Le guerre germaniche e l'unificazione
Per cinquant'anni dopo il Congresso di Vienna vi furono conflitti tra la Confederazione germanica e la volontà dei singoli stati di conservare la loro autonomia riformandosi. La creazione dell'Unione doganale tedesca (Zollverein) nel 1834 escluse l'Austria dai giochi di potere in Germania accrescendo l'influenza della Prussia sugli altri stati membri. Nel 1848 a Federico Guglielmo IV di Prussia venne offerta la corona imperiale della Germania Unita dal parlamento di Francoforte ma egli rifiutò l'offerta per la debolezza delle garanzie accordategli e perché questo avrebbe voluto dire rientrare palesemente in guerra con l'Austria.
Nel 1848 scontri guidati dalla Danimarca nei ducati di Schleswig e Holstein portarono alla prima guerra dello Schleswig (1848-51) tra Danimarca e Confederazione germanica ove la seconda uscì sconfitta e venne costretta ad abbandonare entrambi i ducati.
Federico Guglielmo IV emanò la prima costituzione dello Stato nel 1850 di sua volontà, mostrando uno stile moderato ma allo stesso tempo conservatore, concedendo la formazione di due camere ma continuando a sostenere il "diritto divino" sulla reggenza delle terre prussiane.

Il Regno di Prussia nel 1870

Il fratello minore di Federico Guglielmo, Guglielmo I, venne chiamato a succedergli al trono nel 1861 dopo alcuni anni di reggenza per il fratello malato. Con il suo regno inizia quella che verrà chiamata Neue Ära (Nuova Era), durata fino al 1862. Guglielmo si occupò subito di aumentare la forza dell'esercito, progetto osteggiato dal parlamento e mediato poi dal primo ministro Otto von Bismarck, il quale aveva compreso che era ormai inevitabile l'attuazione del processo di riunificazione della Germania e la guida sarebbe stata il Regno di Prussia.
Al contrario della precedente, la seconda guerra dello Schleswig (1864) portò a una netta sconfitta della Danimarca da parte della Confederazione germanica, guidata dalla Prussia, e dell'Impero austriaco.
     Prussia
     Alleati prussiani: Italia e 14 stati tedeschi
     Austria
     Alleati austriaci: 11 stati tedeschi
     Stati neutrali: Liechtenstein, Limburgo, Lussemburgo, Reuss-Schleiz, Sassonia-Weimar-Eisenach, Schwarzburg-Rudolstadt
     Acquisizioni prussiane: Hannover, Schleswig-Holstein, Assia, Assia-Kassel, Nassau e Francoforte

Risultati della guerra austro-prussiana (1866)
----
Prussia
Alleati prussiani: Italia e 14 stati tedeschi
Austria
Alleati austriaci: 11 stati tedeschi
Stati neutrali: Liechtenstein, Limburgo, Lussemburgo, Reuss-Schleiz, Sassonia-Weimar-Eisenach, Schwarzburg-Rudolstadt
Acquisizioni prussiane: Hannover, Schleswig-Holstein, Assia, Assia-Kassel, Nassau e Francoforte

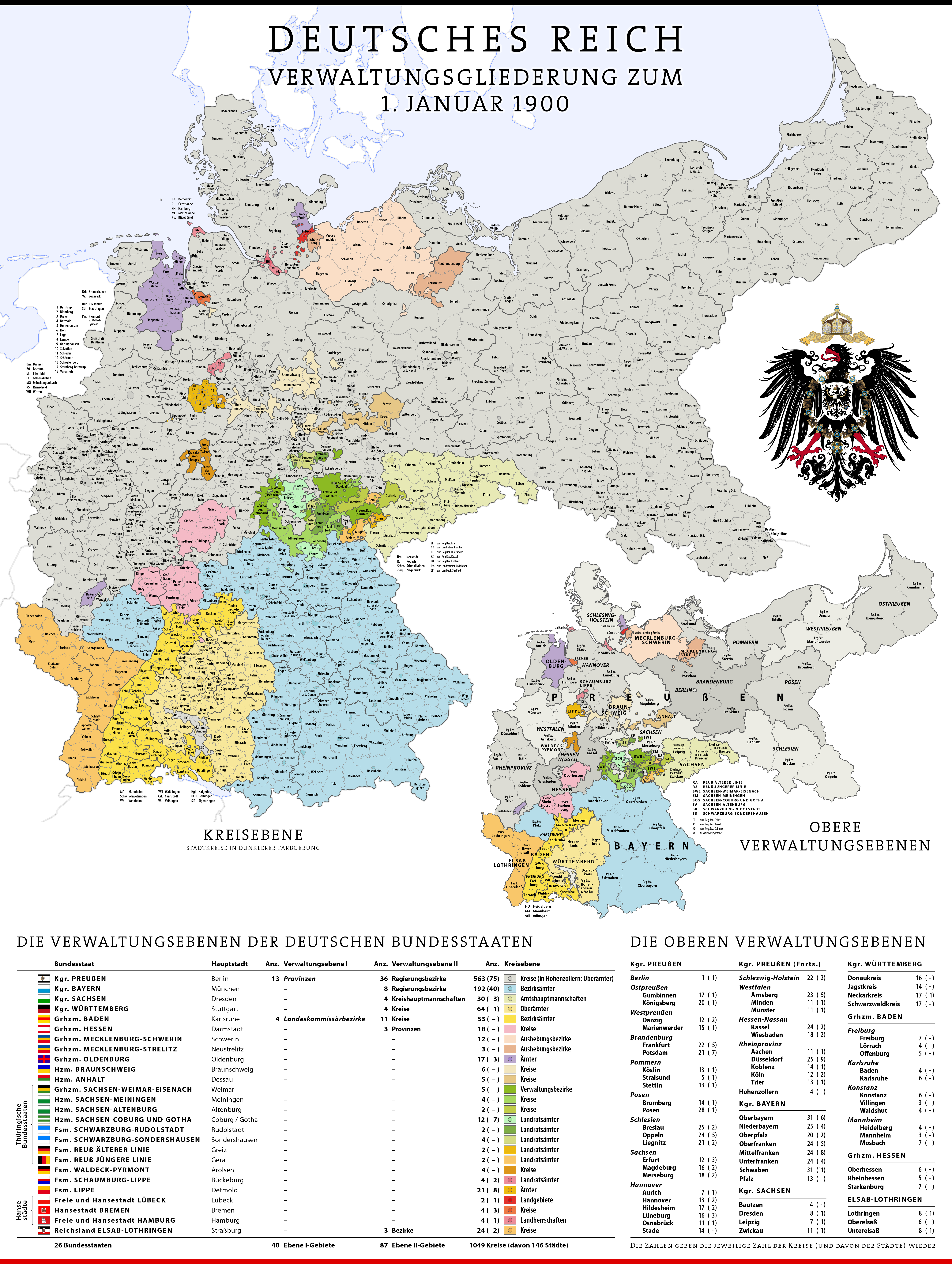
Gli Stati federali dell'Impero tedesco nel 1901 (in grigio il Regno di Prussia)

L'amministrazione dello Schleswig e dell'Holstein divennero l'obiettivo della guerra austro-prussiana scoppiata nel 1866, durante la quale la Prussia si alleò col neonato Regno d'Italia e altri stati tedeschi contro l'Austria. La coalizione imperiale venne schiacciata e la Prussia riuscì ad annettersi quattro stati ossia il Regno di Hannover, l'Elettorato d'Assia, il Ducato di Nassau e la Città libera di Francoforte. Il Regno di Prussia inglobò anche i ducati di Schleswig e Holstein, ed anche il Sassonia-Lauenburg in unione personale con la Prussia. Guglielmo I era intenzionato anche a privare l'Austria di alcuni suoi territori ma Bismarck lo persuase a desistere progettando future alleanze.
Durante la guerra la Confederazione germanica venne dissolta ed al suo posto venne creata la Confederazione Germanica del Nord comprendente 21 stati e guidata dalla Prussia nel 1867, costringendo all'alleanza con la Prussia la maggior parte degli stati tedeschi eccetto l'Austria.
L'atto finale fu rappresentato dalla guerra franco-prussiana del 1870 dove Napoleone III di Francia venne sconfitto ed il 18 gennaio 1871 (nel 170º anniversario dell'incoronazione del primo re di Prussia), venne proclamata la fondazione dell'Impero tedesco sotto la guida del primo imperatore, Guglielmo I.

### 1871-1918: il picco e la caduta
Il nuovo impero di Germania era uno degli stati più potenti del continente europeo e l'influenza della Prussia sugli altri Stati tedeschi era assoluta. La corona imperiale venne legata indissolubilmente alla dinastia degli Hohenzollern i quali ad ogni modo mantennero le singole sovranità degli Stati federati e come tale anche la Prussia rimase un regno a sé stante.
Nel giro di 20 anni, inoltre, la Prussia mutò il proprio aspetto socioeconomico da area agricola ad area industriale e cittadina, ravvicinandosi sempre più al Regno Unito con cui la Germania strinse rapporti sempre più amichevoli, dettati anche dal matrimonio del principe ereditario Federico con la principessa Vittoria, figlia della regina Vittoria d'Inghilterra.
Guglielmo I morì nel 1888 e gli succedette il figlio Federico III, decisamente anglofilo, che aveva pianificato la trasformazione dell'Impero in uno Stato moderno e democratico sul modello inglese ma che morì a soli 99 giorni dalla sua ascesa al trono. Gli succedette il figlio Guglielmo II, che incarnava chiaramente l'ideale di monarca prussiano secondo lo schema voluto da Bismarck. Il nuovo sovrano si preoccupò fin dall'inizio di chiudere molte delle relazioni iniziate dal padre per fortificare internamente lo Stato.
Guglielmo II iniziò una campagna di militarizzazione dello Stato a scapito della diplomazia, il che ben presto isolò la Germania. Con la sconfitta nella prima guerra mondiale e col crollo della maggior parte delle vecchie monarchie, Guglielmo II venne costretto ad abdicare assieme a tutti gli altri principi tedeschi sotto la minaccia delle rivolte per il fallimento del conflitto. La fine del regno fu sancita nel 1919 con il trattato di Versailles, che accollò alla sola Germania la responsabilità del conflitto; in Prussia si passò ad un regime repubblicano con l'istituzione del Stato libero di Prussia.

## Amministrazione della Prussia al 1905
Nel 1905 la Prussia era divisa in 12 province:
1. Assia-Nassau, capitale: Kassel
2. Brandeburgo, capitale: Potsdam
3. Hannover, capitale: Hannover
4. Holstein, capitale: Kiel
5. Pomerania, capitale: Stettino
6. Posnania, capitale: Posen
7. Prussia Occidentale, capitale: Danzica
8. Prussia Orientale, capitale: Königsberg
9. Reno, capitale: Coblenza
10. Sassonia, capitale: Magdeburgo
11. Slesia, capitale: Breslavia
12. Vestfalia, capitale: Münster

Le dodici province comprendevano distretti governativi (Regierungsbezirk) a loro volta suddivise in circondari urbani o rurali (Stadt- e Landkreis). Ogni provincia aveva un parlamento eletto dai circondari.

## Re di Prussia
Quando nel 1701 Federico I ottenne il titolo regale la sua titolazione era "Re in Prussia" il che inderogabilmente sottoponeva la sua sovranità sul territorio alla corona del Sacro Romano Impero. Fu solo con Federico II che la Prussia riuscì ad ottenere a tutti gli effetti il rango riconosciuto di Regno, ancora più col crollo del Sacro Romano Impero nel 1806. Anche dopo la proclamazione dell'Impero tedesco la Prussia rimase un regno indipendente nell'ambito della Germania e continuò ad essere governato dagli Hohenzollern che nel frattempo erano ascesi al trono imperiale, pur mantenendo la loro specifica prerogativa di Re di Prussia.
| Immagine | Nome                   | Regno     | Note |
| -------- | ---------------------- | --------- | --- |
|          | Federico I             | 1701–1713 | Già Duca di Prussia ed Elettore di Brandeburgo, nel 1701 ottiene il titolo di "Re in Prussia".                                             |
|          | Federico Guglielmo I   | 1713–1740 | Figlio del precedente. |
|          | Federico II            | 1740–1786 | Figlio del precedente. Dal 1772 ottiene il titolo di "Re di Prussia".                                                                      |
|          | Federico Guglielmo II  | 1786–1797 | Figlio del principe Augusto Guglielmo di Prussia, fratello di Federico II.                                                                 |
|          | Federico Guglielmo III | 1797–1840 | Figlio del precedente. |
|          | Federico Guglielmo IV  | 1840–1861 | Figlio del precedente. |
|          | Guglielmo I            | 1861–1888 | Fratello del precedente. Dal 1871 ottenne anche il titolo di imperatore di Germania. La Prussia divenne uno Stato costituente dell'Impero. |
|          | Federico III           | 1888      | Figlio del precedente. |
|          | Guglielmo II           | 1888–1918 | Figlio del precedente. Venne costretto ad abdicare il 9 novembre 1918.                                                                     |